# Islas Baleares
Las Islas Baleares (en catalán y oficialmente: Illes Balears) son una comunidad autónoma uniprovincial española, compuesta por las islas del archipiélago balear. Se encuentran situadas en el mar Mediterráneo, frente a la costa oriental de la península ibérica. Es el segundo archipiélago más extenso y poblado de España, tras las islas Canarias. Su capital es Palma.
El archipiélago está formado por dos grupos de islas y numerosos islotes: las islas Gimnesias (Mallorca, Menorca, Cabrera y algunos islotes cercanos como Dragonera, Conejera, la isla del Aire o la isla de Colom - de propiedad privada -) y las islas Pitiusas (Ibiza y Formentera, junto los islotes que las rodean, como Espalmador - de propiedad privada - y Espardell).

## Etimología
A pesar de que durante mucho tiempo se ha creído que «Baleares» provenía de la palabra griega ballein, que significa «lanzar», últimamente se ha cambiado de opinión y parece que se descarta el origen helénico. Lo cierto es que los griegos utilizaron la palabra gimnesias para referirse a las islas de Menorca y Mallorca. En cambio, cartagineses y romanos prefirieron la denominación «Baleares» para Menorca y Mallorca. Todos ellos llamaron a Ibiza y Formentera Pitiusas. El origen del nombre «Baleares» no es griego sino púnico, y proviene del plural ba' lé yaroh. El sustantivo ba' lé significa «los que ejercitan el oficio de» y actúa como sujeto del verbo yaroh que significa «tirar piedras». El significado final sería algo así como «los maestros del lanzamiento». Y estos maestros del lanzamiento eran los honderos de las islas. Así pues, Baleares significa «honderos». Autores clásicos como Plinio el Viejo o Diodoro Sículo han hablado mucho de ellos.

## Geografía

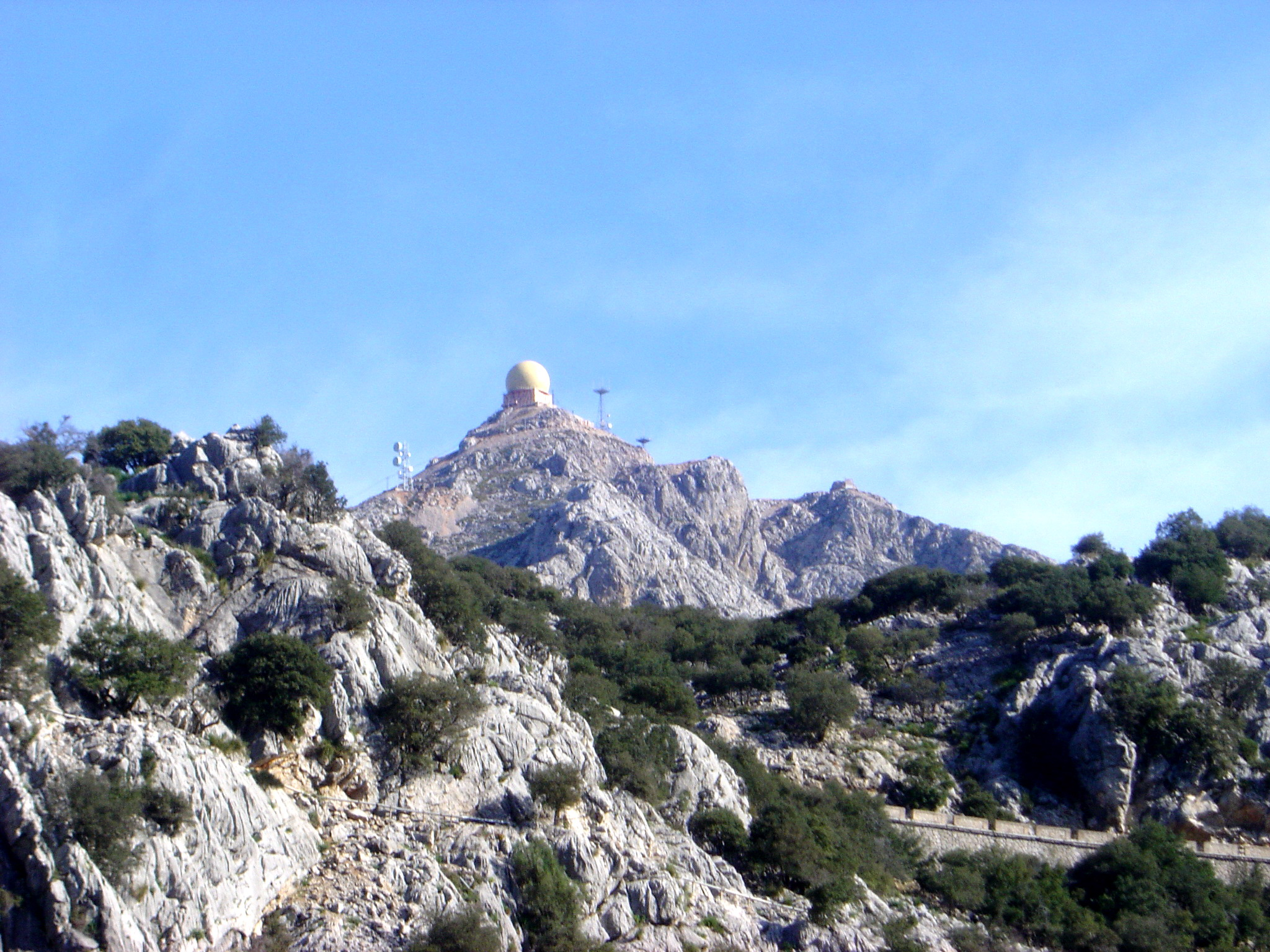
El Puig Mayor de la sierra de Tramontana de Mallorca, la montaña más alta de la isla

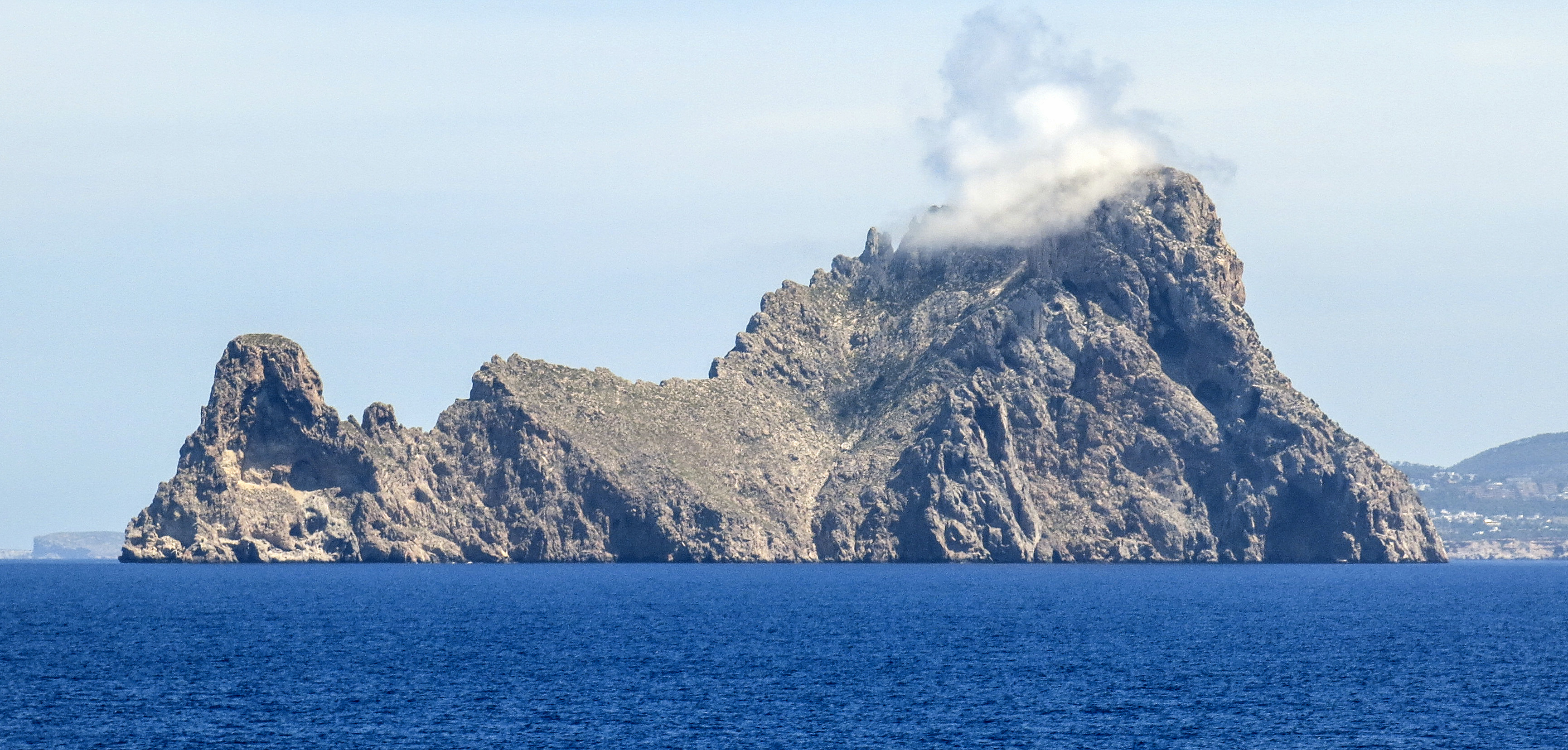
Isla de Es Vedrá vista desde el sur (Ibiza)

La geografía del archipiélago de las islas Baleares comprende Mallorca, Cabrera, Menorca, Ibiza y Formentera. En total el territorio tiene 4992 km² y va desde el nivel del mar hasta los 1445 m de altitud en el Puig Mayor de la sierra de Tramontana de Mallorca. Las coordenadas geográficas están entre los 40°5′48' y 38°40′30' de latitud N y entre 1°12′47' y 4°19′ de longitud E. Ibiza está separada de la costa de la Comunidad Valenciana por solo 75 km de mar, esta misma distancia separa Mallorca de Ibiza. La distancia mínima que separa Mallorca de Menorca es de 35 km. La isla más cercana al continente europeo (sin contar la península ibérica) es Menorca, ya que su costa norte hace frontera con Francia a través del golfo de León, mientras que Ibiza y Formentera son las islas más cercanas al continente africano. Existen diferencias notables en el paisaje de las islas, siendo Menorca y Mallorca más fértiles tanto en flora (con abundante presencia de acebuches y encinas) como en fauna (más abundancia de mamíferos), aparte de ser más lluviosas y frías, a diferencia de Ibiza y Formentera que carecen de vegetación fértil abundando en ellas flora más sencilla y que no requiere tanta agua, como pinos, cactus mediterráneos y sabinas, y una fauna dominada principalmente por aves.
| Isla       | Posición | Mapa | Bandera | Superficie (km²) | Habitantes |
| Mallorca   |          |      |         | 3639,99          | 940 332    |
| Menorca    |          |      |         | 696,73           | 101 074    |
| Ibiza      |          |      |         | 571,01           | 159 180    |
| Formentera |          |      |         | 83,27            | 11 389     |
| Cabrera    |          |      |         | 15,61            | 20         |

### Paleogeografía

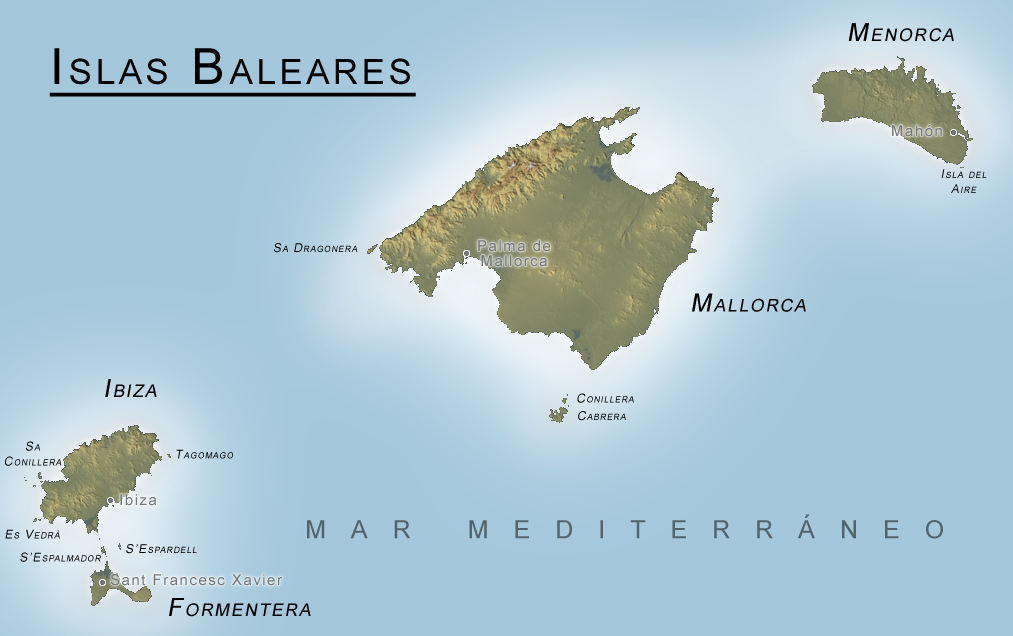
Mapa de las Islas Baleares

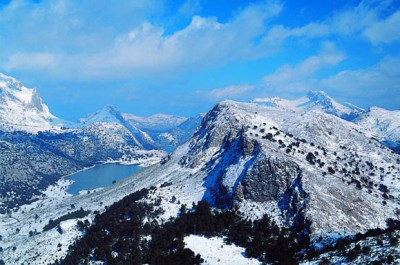
Sierra de Tramontana, en Mallorca

Las islas Gimnesias (Mallorca y Menorca) y las islas Pitiusas (Ibiza y Formentera) han seguido trayectorias paleogeográficas distintas a lo largo del tiempo. Durante las fases glaciares del Cuaternario, el descenso global del nivel del mar —provocado por la acumulación de grandes masas de hielo en los polos y en sistemas montañosos— expuso áreas actualmente sumergidas.
Como resultado, Mallorca y Menorca llegaron a estar conectadas por tierra firme, al igual que Ibiza y Formentera, permitiendo el intercambio de fauna y flora terrestre entre ellas. Sin embargo, entre ambos archipiélagos persistió un canal marino de más de 70 km de ancho, que actuó como barrera biogeográfica insalvable para la mayoría de especies terrestres.
La limitada extensión de la Gran Gimnesia (aproximadamente 2000 km²) y un clima relativamente árido durante ciertos periodos condicionaron su biodiversidad, provocando la extinción de parte de su fauna terrestre y la ausencia de vegetación arbórea significativa en amplias zonas.

### Flora y fauna
En el pasado, las Gimnesias y las Pitiusas tuvieron ecosistemas distintos. Las islas Gimnesias tenían bosques de encinas en el interior y en los llanos costeros grandes bosques de boj balear (Buxus balearica), planta que aún se puede encontrar de forma residual en Mallorca. Las islas Pitiusas estaban prácticamente desnudas de vegetación arbórea y predominaban las hierbas nitrófilas producto del efecto de las deyecciones de la gran cantidad de colonias de aves que tenían.
Actualmente hay en las Baleares numerosas plantas endémicas, entre otras Apium bermejoi, Euphorbia fontqueriana, Euphorbia margalidiana, Euphorbia pithyusa, Galium balearicum, Galium crespianum, Galium friedrichii o Helleborus lividus.

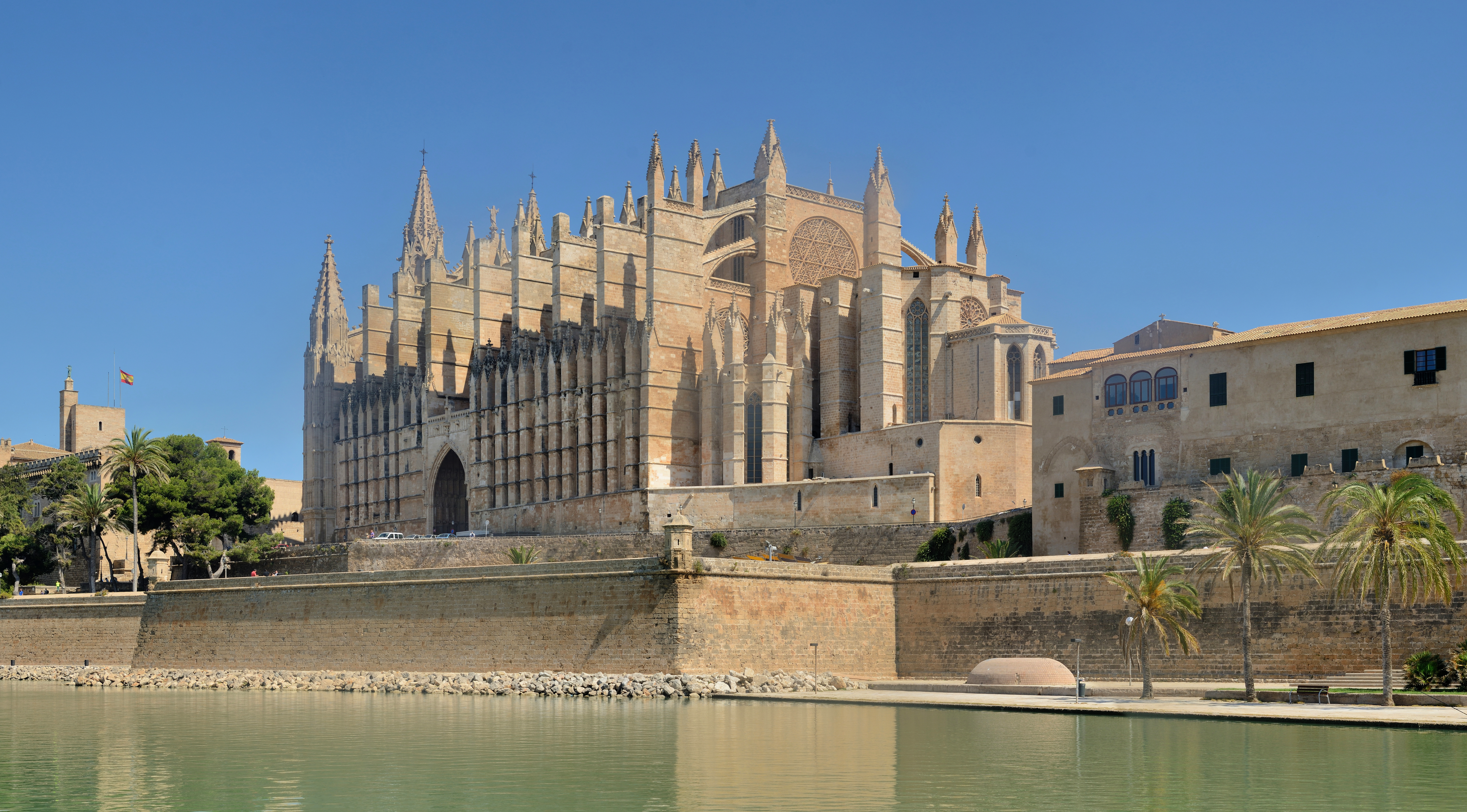
Catedral de Santa María de Palma

En el pasado, la fauna de las Gimnesias y de las Pitiusas era muy distinta. Parece ser que, a excepción de las especies voladoras (aves, murciélagos e insectos voladores) no compartían casi ninguna especie terrestre: diferentes comunidades vegetales, diferentes herbívoros, diferentes carnívoros como Hypnomys morpheus, especies de Myotragus o Nesiotites hidalgo.
Cuenta con algunas especies endémicas como el sapillo balear (Alytes muletensis), o las lagartijas balear (Podarcis lilfordi) y de las Pitiusas (Podarcis pityusensis).

## Historia

### Prehistoria e historia antigua

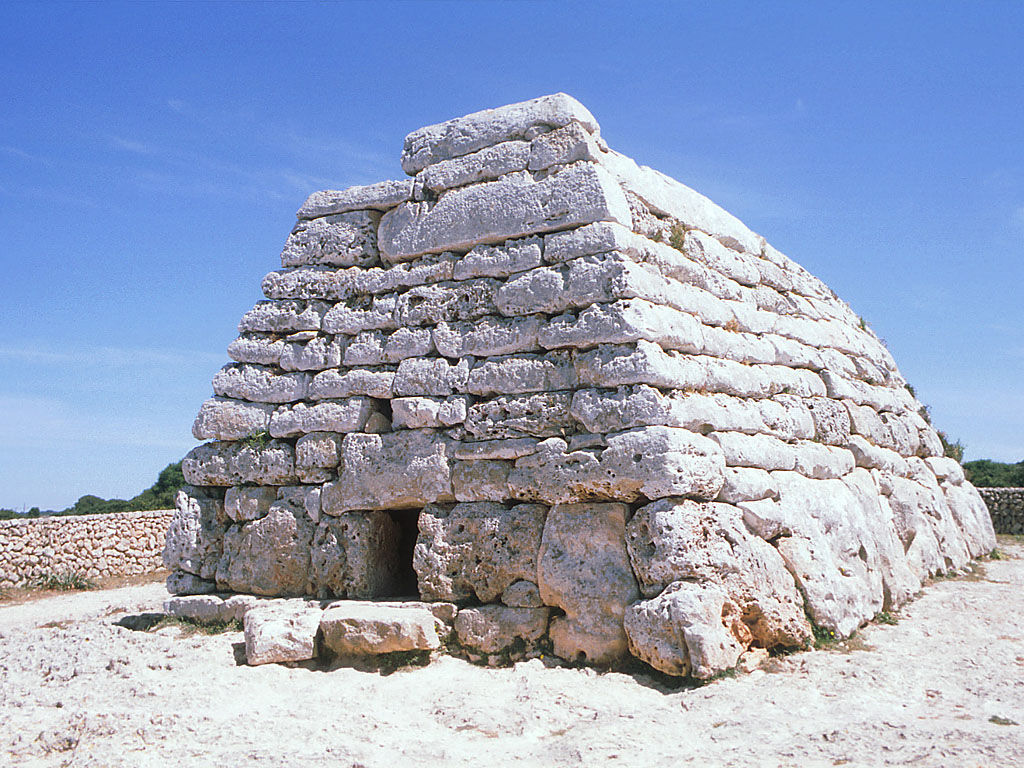
Naveta des Tudons

La Prehistoria e historia antigua de las Islas Baleares precisa diferenciar entre las islas de Mallorca y Menorca y las de Ibiza y Formentera.
En las islas de Mallorca y Menorca, las primeras evidencias claras de población estable se remontan al III milenio a. C. Actualmente su prehistoria se divide en cinco fases sucesivas:
- Primeros pobladores
- Fase Calcolítica
- Fase Naviforme (c. 1500-850 cal a. C.)
- Fase Talayótica (c. 900-550 cal a. C.)
- Fase Postalayótica (c. 550 cal a. C. - 123 a. C.)

En el caso de Ibiza y Formentera la presencia de población estable es similar a la de las islas mayores pero en torno al 654 a C. (mediados del s. VII) aparece la presencia confirmada de asentamientos fenicios, probablemente procedentes de Gadir más que de Oriente en los asentamientos de Sa Caleta y Vila (Iboshim), convirtiendo así a la ciudad en la primera fundada del archipiélago y una de las primeras de España. Desde Iboshim un floreciente comercio unía las islas con todos los puntos del Mediterráneo, con productos importados o propios como la sal de Ibiza o la de Mallorca, explotada por los iboshitanos desde los islotes de Na Guardis o de Na Galera, en Mallorca.
Los romanos conquistaron las islas de Mallorca y Menorca y se aliaron con Iboshim en torno al año 123 a. C., unificando por primera vez todo el archipiélago bajo una misma administración y una misma cultura (pues había una dicotomía del fondo étnico —que persiste actualmente en una diferencia insalvable de cultura— entre las Pitiusas, pobladas por fenicios, y las Gimnesias, con gentes pertenecientes a la cultura talayótica), aunque la colonización romana fue poco intensa. Incorporadas al principio a la Hispania Citerior, y posteriormente a la Tarraconensis, las islas formaron parte de la provincia Cartaginense durante el Bajo Imperio, y a finales del siglo IV se constituyeron en provincia independiente (Balearica).

### Alta Edad Media

Atlas Catalán, atribuido al judío mallorquín Cresques Abraham

En el año 406 la helada del Rin facilitó la entrada de pueblos germánicos (suevos, vándalos y alanos), que en el año 409 traspasaron los Pirineos para asentarse temporalmente en la Península. En el año 429 las islas Baleares fueron saqueadas junto a Cartagena, Sevilla y el resto de Hispania, según cuenta el historiador Hidacio. Después de ello cruzaron el estrecho fundando el Reino vándalo, incorporando las islas en el año 455. Más tarde, en el año 534, fueron conquistadas por las
tropas de Justiniano I e integradas al Imperio bizantino hasta principios del siglo VIII, una época convulsa sobre la que se sabe muy poco. La crisis económica y demográfica del archipiélago, a lo largo de los siglos VII al IX, les expuso de forma creciente a los ataques exteriores. Después de una etapa de incursiones, el Emirato de Córdoba las ocupó en el año 903. Posteriormente, dependieron de la Taifa de Denia (1013-1067), del Imperio Almorávide (1120-1203) y de los Almohades (del 1203 hasta la conquista cristiana).

### Reconquista cristiana

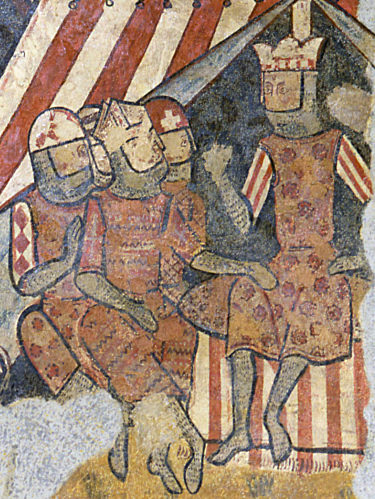
El rey Jaime I de Aragón con el obispo de Barcelona Berenguer de Palou y los magnates Bernat de Centelles y Gilabert de Cruïlles durante la Conquista de Mallorca (1229)
(Frescos del Palacio Aguilar de Barcelona. MNAC)

La Corona de Aragón experimentó durante los siglos XII y XIII una fuerte expansión hacia el Mediterráneo, que la llevó hasta las Baleares. El origen de la actual extensión del catalán se encuentra en la Corona de Aragón, donde el catalán era el idioma dominante y más hablado, hablado por el 80 % de la población. Jaime I de Aragón capitaneó una flota que desembarcó en Mallorca a finales del verano de 1229. Después de largos combates que se prolongaron durante meses, el rey entró victorioso en la ciudad el 31 de diciembre de ese mismo año. El asalto fue seguido de una matanza indiscriminada que ocasionó un verdadero genocidio de la población mallorquina; tanto es así que los miles de cadáveres que no pudieron ser enterrados provocaron una epidemia entre los conquistadores que causó numerosas bajas. Como consecuencia, los nobles quisieron quedarse con todo el botín en lugar de sortearlo entre la tropa. Esto provocó la revuelta de peones y caballeros. Finalmente se produjo el reparto del botín que duró hasta el 30 de abril de 1230.
Gracias a todo esto, los musulmanes supervivientes tuvieron tiempo de organizar diversos focos de resistencia en las montañas, lo que prolongó un par de años las luchas contra los musulmanes de Mallorca que, finalmente, terminaron convertidos en esclavos o semiesclavos.
Así, las Baleares fueron repobladas mayoritariamente por payeses del Rosellón y de las actuales provincias de Gerona y Barcelona.
Toda esta destrucción debilitó también al ejército de Jaime I hasta el punto de que, cuando Menorca pidió el vasallazgo de la Corona, se le concedió. Así, Menorca se convirtió en una Taifa autónoma, donde la religión y la cultura árabe se mantuvieron durante medio siglo más. Pero en enero de 1287, la flota de Alfonso III, el Franco, llegó al puerto de Mahón. Se pactó la capitulación de la isla de forma que los caudillos y nobles pudieron escapar a cambio de entregar al resto de la población para que se les esclavizara. Las Islas Baleares fueron repobladas por cristianos originarios del Ampurdán y de la Cataluña Vieja, quienes importaron el catalán a la zona.
Por lo que respecta a Ibiza, también fue conquistada por Jaime I, pero en agosto de 1235. Sus habitantes fueron también esclavizados y sus bienes repartidos entre los magnates.[cita requerida]

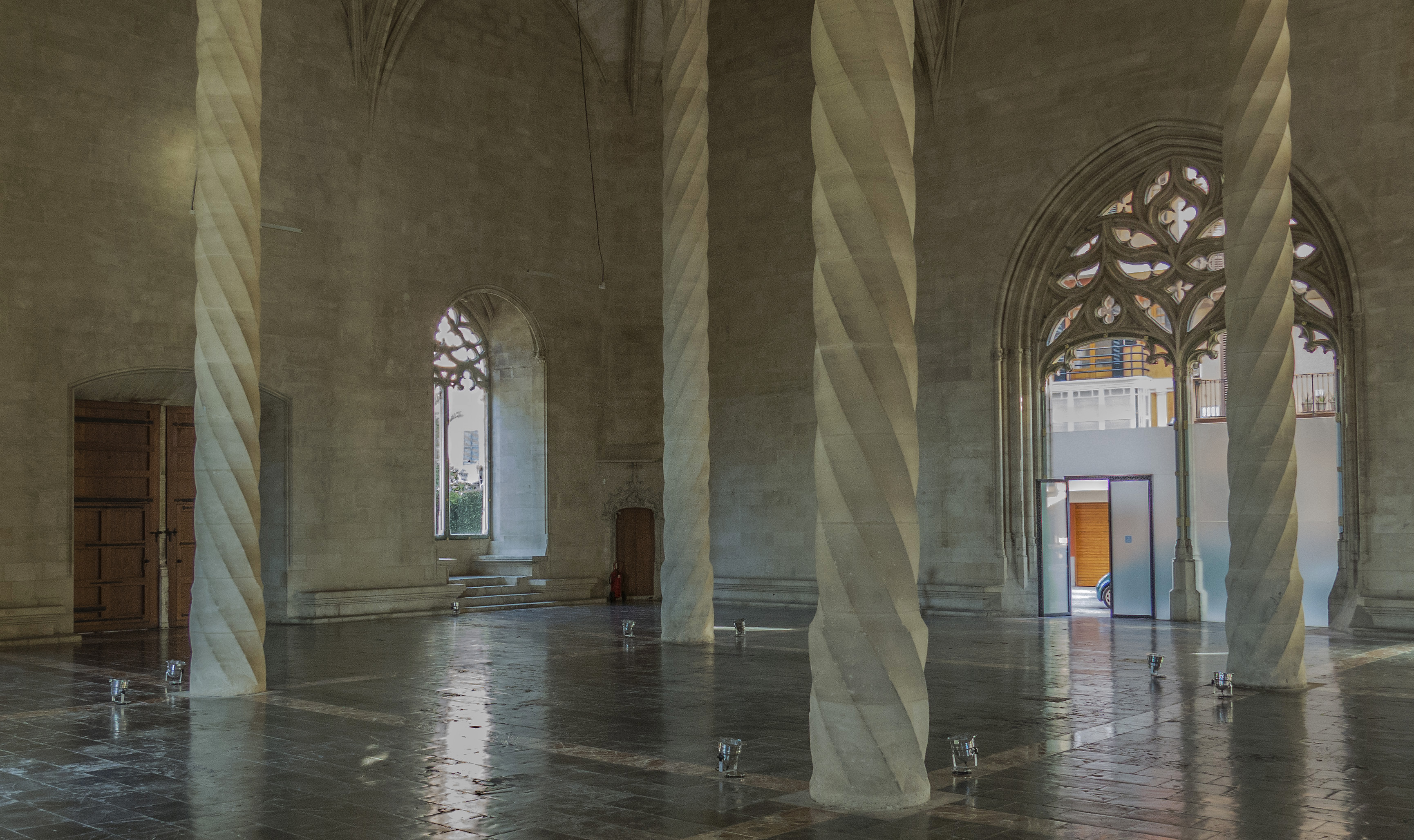
Interior de la Lonja, del

### Edad Moderna y Contemporánea

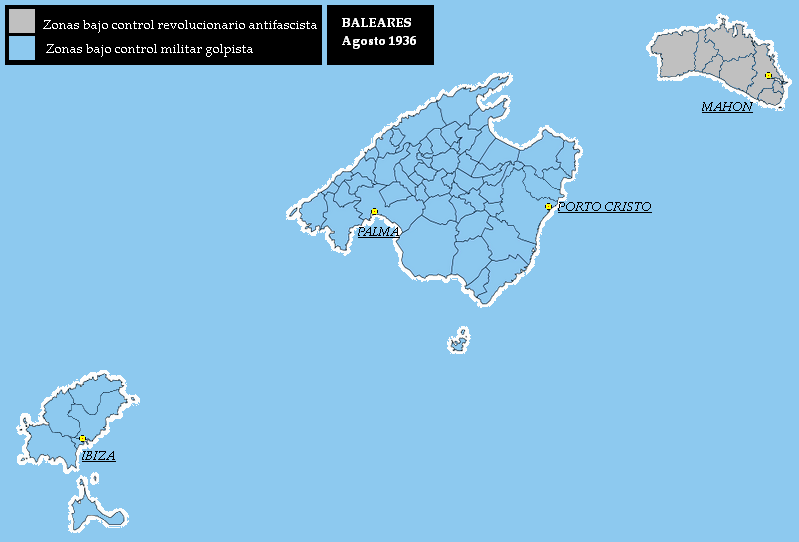
Baleares en agosto de 1936, que será la configuración que se mantendrá durante casi toda la guerra

Durante la II República (1931-1939) se proyectó sin éxito un Estatuto de Autonomía para las Islas Baleares.
En 1936, con el inicio de la guerra civil española, el archipiélago queda dividido en dos zonas: la parte central y oeste (Formentera, Ibiza, Mallorca) quedan dentro del área dominada por los militares alzados contra la Segunda República española, mientras en Menorca fracasa la insurrección. En los primeros meses del conflicto, se desarrollará desde Cataluña principalmente, una operación para tomar Mallorca, el llamado desembarco de Mallorca, que se desarrollaría entre agosto y septiembre de 1936 y que finalmente sería rechazado por el ejército franquista, volviendo a quedar las cosas igual que antes. En ese momento llegaron desde Italia refuerzos aéreos y de tierra dirigidos por el jerarca fascista Arconovaldo Bonaccorsi, que durante algunos meses de 1936 se convirtió en el verdadero jefe de Mallorca. De hecho, durante toda la contienda la isla de Mallorca se convirtió en una importante base aeronaval italiana, desde la cual las fuerzas italianas acosaron las rutas de suministro republicanas y bombardearon sistemáticamente la retaguardia republicana en Levante. En febrero de 1939 la isla de Menorca fue ocupada por las tropas franquistas.
Tras la transición regresan los ánimos autonomistas y en 1983 finalmente es aprobado un Estatuto de Autonomía de las Islas Baleares.

## Demografía
| Isla       | Población | % total Baleares | Densidad (en hab/km²) |
| ---------- | --------- | ---------------- | --------------------- |
| Mallorca   | 880 113   | 77,96 %          | 241,79                |
| Ibiza      | 144 659   | 12,81 %          | 253,34                |
| Menorca    | 91 920    | 8,14 %           | 131,93                |
| Formentera | 12 216    | 1,08 %           | 146,75                |

| Año  | Población | % España |
| ---- | --------- | -------- |
| 1857 | 262 893   | 1,70 %   |
| 1900 | 311 649   | 1,67 %   |
| 1910 | 326 023   | 1,63 %   |
| 1920 | 338 894   | 1,58 %   |
| 1930 | 365 512   | 1,54 %   |
| 1940 | 407 497   | 1,57 %   |
| 1950 | 422 089   | 1,50 %   |
| 1960 | 443 327   | 1,45 %   |
| 1970 | 558 287   | 1,64 %   |
| 1981 | 685 088   | 1,82 %   |
| 1991 | 745 944   | 1,89 %   |
| 1996 | 760 379   | 1,92 %   |
| 2001 | 878 627   | 2,14 %   |
| 2005 | 983 131   | 2,23 %   |
| 2011 | 1 088 514 | 2,30 %   |
| 2018 | 1 128 908 | 2,42 %   |

La provincia de las Islas Baleares es la 13.ª de España en que existe un mayor porcentaje de habitantes concentrados en su capital (36,29 %, frente al 31,96 % del conjunto de España).
El archipiélago ha sufrido un gran crecimiento demográfico tras el boom turístico de los años 1960: en el periodo 1970-2005, este fue del +76,10 %, frente al +29,90 % de la media española.[cita requerida] En el año 2018, la población total de las islas asciende a 1 128 908 personas.
Alrededor de 2017 había 1 115 999 residentes en Baleares; el 16,7 % de la población de las islas era extranjera (no española). En ese momento, las islas tenían 23 919 marroquíes, 19 209 alemanes, 16 877 italianos y 14 981 británicos registrados en los ayuntamientos. Los siguientes grupos extranjeros en importancia fueron los rumanos; los búlgaros; los argentinos, con 6584; el francés; los colombianos; y los ecuatorianos, que suman 5437.
Alrededor de 2016, las islas tenían un total de 1 107 220 residentes; las cifras de alemanes y británicos respectivamente fueron 20 451 y 16 134. Entre 2016 y 2017 personas de otras partes de España se trasladaron a Baleares, mientras que la población extranjera disminuyó en 2000. En 2007 había 29 189 alemanes, 19 803 británicos, 17 935 marroquíes, 13 100 ecuatorianos, 11 933 italianos y 11 129 argentinos. El número de alemanes, británicos y sudamericanos disminuyó entre 2007 y 2017, mientras que las poblaciones con mayor aumento fueron los marroquíes, italianos y rumanos.
Según el Padrón municipal de habitantes (INE, 2010), un 21,9 % de la población balear es de nacionalidad extranjera, siendo la comunidad autónoma y la segunda provincia de España —tras Alicante— con mayor número de residentes foráneos. Un 52,4 % de los extranjeros provienen de la Unión Europea, destacando los alemanes (14,9 % del total), británicos (9,7 %), italianos (6,9 %), rumanos (5,2 %) y franceses (3,6 %). Un 24,1 % viene de América del Sur, destacando por su número los ecuatorianos (5,4 %), argentinos (4,5 %), y colombianos (4,2 %). Un 14,8 % viene de África, principalmente de Marruecos (9,9 %) y Nigeria (1,4 %).

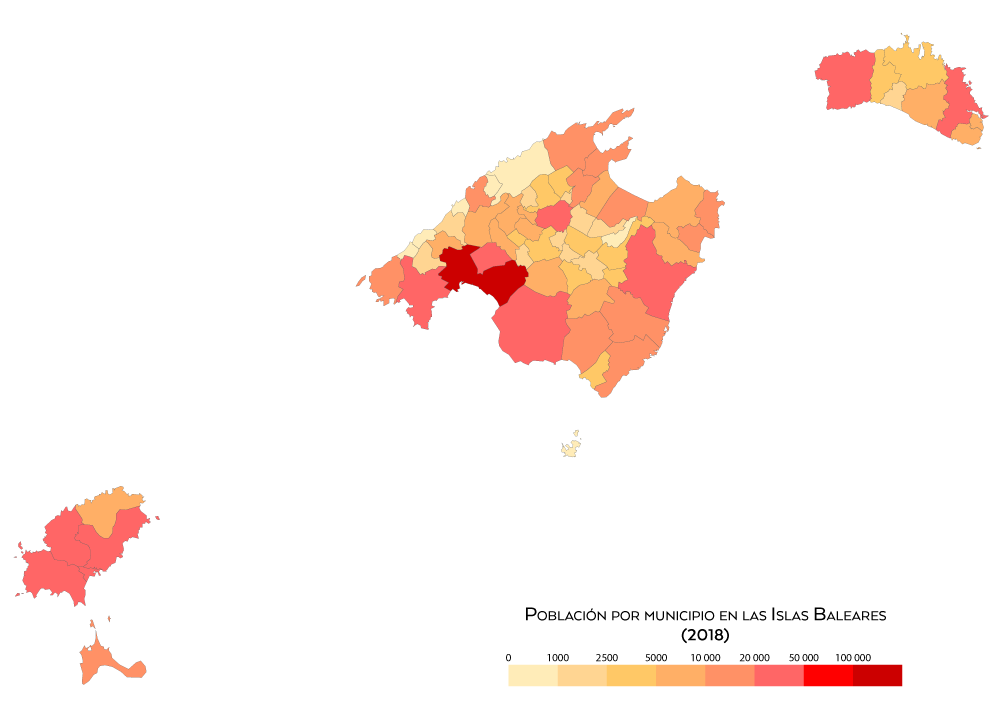
Población por municipio (2018)
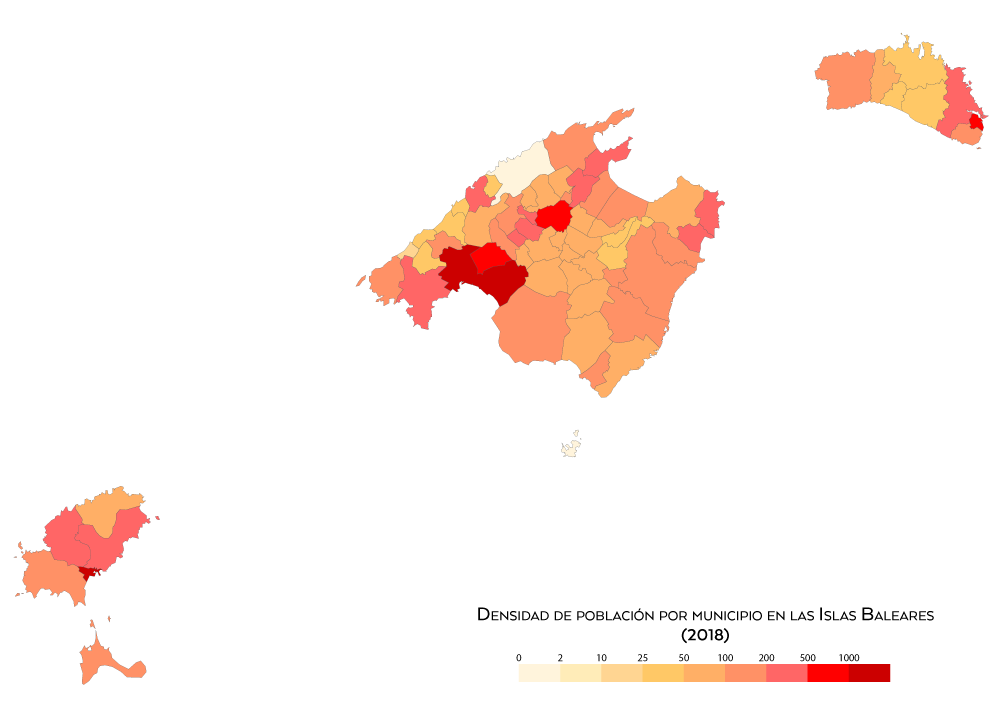
Densidad de población por municipio (2018)
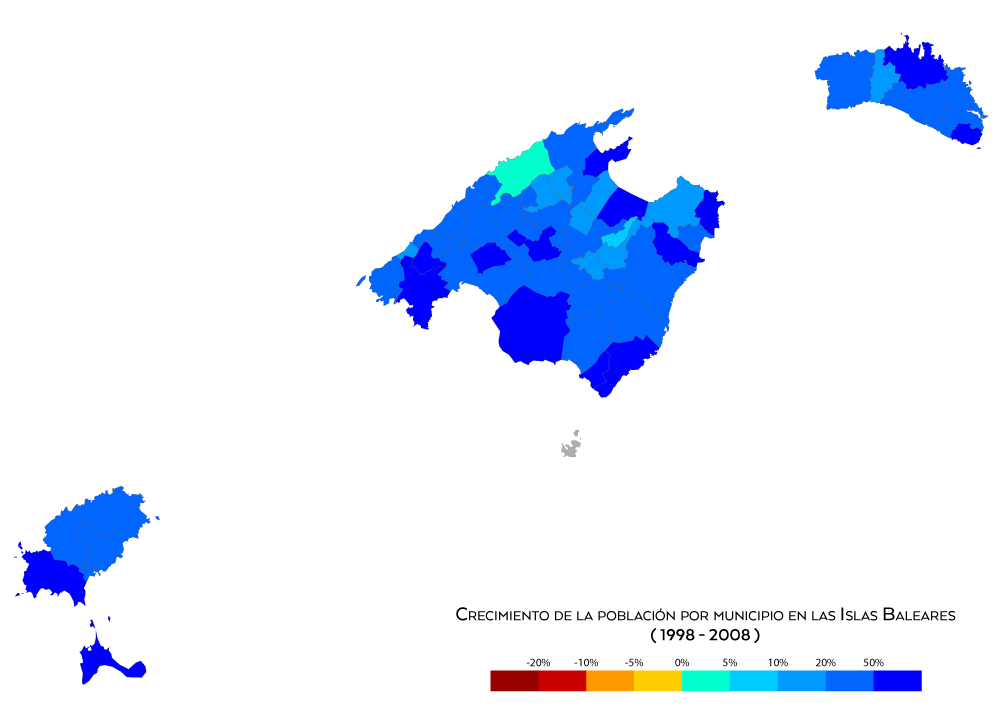
Crecimiento de población por municipio entre 1998 y 2008
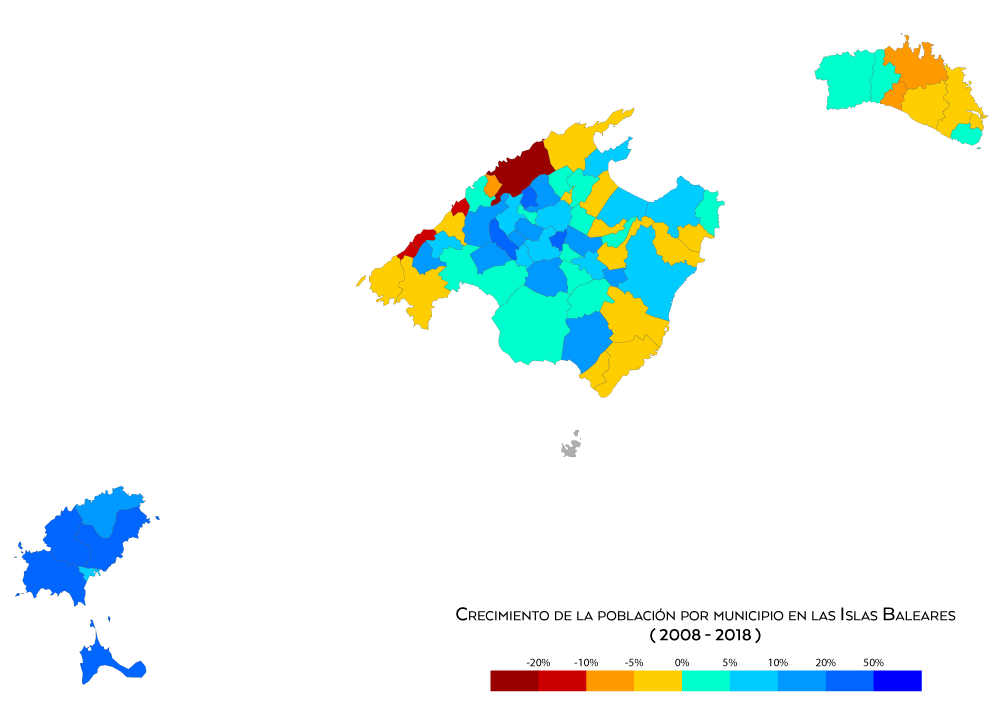
Crecimiento de población por municipio entre 2008 y 2018

### Pirámide demográfica 2011
| Posición | Municipio             | Población |
| -------- | --------------------- | --------- |
| 1.ª      | Palma de Mallorca     | 409 661   |
| 2.ª      | Ibiza                 | 49 727    |
| 3.ª      | Calviá                | 49 333    |
| 4.ª      | Manacor               | 42 631    |
| 5.ª      | Marrachí              | 36 725    |
| 6.ª      | Santa Eulalia del Río | 36 457    |
| 7.ª      | Llucmajor             | 36 358    |
| 8.ª      | Inca                  | 32 137    |
| 9.ª      | Ciudadela             | 29 223    |
| 10.ª     | Mahón                 | 28 592    |
| 11.ª     | San José              | 26 496    |
| 12.ª     | San Antonio Abad      | 25 779    |
| 13.ª     | Alcudia               | 19 793    |
| 14.ª     | Felanich              | 17 497    |
| 15.ª     | Pollensa              | 16 189    |
| 16.ª     | Sóller                | 14 041    |
| 17.ª     | La Puebla             | 13 026    |
| 18.ª     | Formentera            | 12 216    |
| 19.ª     | Santañí               | 12 112    |
| 20.ª     | Santa Margarita       | 11 958    |

### Lenguas
| Idioma     | Porcentaje |
| ---------- | ---------- |
| Castellano | 68,2 %     |
| Catalán    | 38,9 %     |
| Inglés     | 4,0 %      |
| Árabe      | 1,5 %      |
| Alemán     | 1,4 %      |

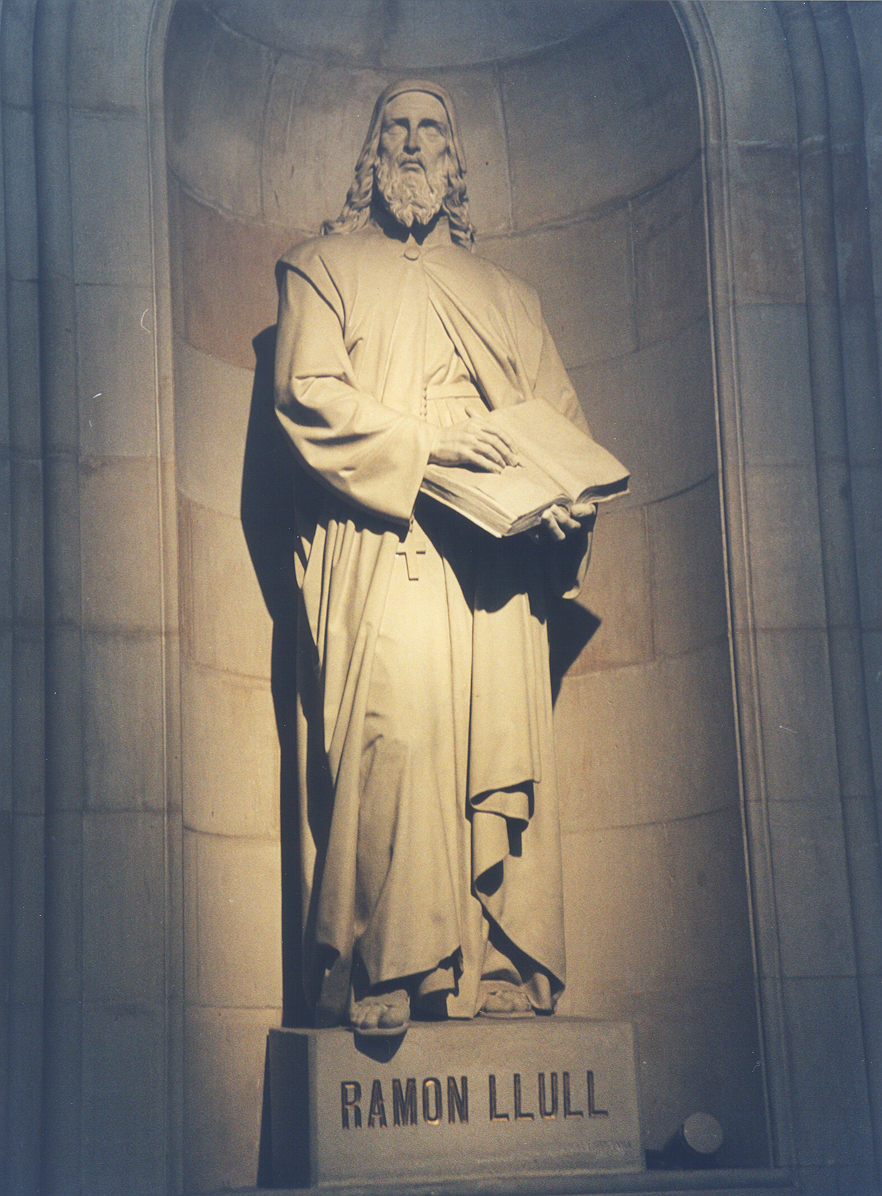
Ramon Llull

Los idiomas cooficiales de las Islas Baleares son el español, al igual que en el resto del Estado, y el catalán, lengua cooficial y «propia», tal como queda recogido en el artículo 4.1 de su Estatuto de Autonomía. El castellano es actualmente, debido a la inmigración desde el resto de España, la lengua habitual para una mayoría de la población balear. La denominación del catalán en las islas no es unánime en tanto que se reivindica también la distinción de los dialectos baleares (mallorquín, menorquín e ibicenco) como idiomas con entidad propia, lo cual no está exento de connotaciones políticas. Cabe decir que a pesar de que un 69 % de los hablantes usen las denominaciones localistas, un 81 % del total está de acuerdo con que la lengua que hablan es la misma que en otros territorios de habla catalana. Por lo tanto, el uso de glotónimos diferentes al catalán no implica, automáticamente, que la población balear considere que habla un idioma distinto al catalán.
En las zonas turísticas, es común que se utilicen idiomas extranjeros (como el inglés y el alemán) en locales o en eventos de importancia.

## Gobierno y política
La capital de las Islas Baleares y de la isla de Mallorca es la ciudad de Palma de Mallorca, también llamada Ciutat. En ella se encuentra la sede del Gobierno Balear, del Parlamento de las Islas Baleares y del Consejo Insular de Mallorca.
Al margen del gobierno autonómico, cada una de las islas está dotada con una organización política y administración propia detentada por los denominadas Consejos Insulares: el Consejo Insular de Mallorca con asiento en la propia ciudad de Palma de Mallorca, el Consejo Insular de Menorca que tiene su sede principal en Mahón a pesar de que esta isla no tiene atribuida la capitalidad legal reconocida a ninguna población, el Consejo Insular de Ibiza cuya sede está en la ciudad de Ibiza (popularmente identificada como Vila) y el Consejo Insular de Formentera con sede en San Francisco Javier.
El Consejo Insular de Formentera fue creado en 2007 con la reforma del estatuto de autonomía de las Islas Baleares, ya que anteriormente Formentera e Ibiza compartían órgano de gobierno y administración (el llamado Consejo Insular de Ibiza y Formentera). Desde las elecciones de 2007 se vota separadamente de manera directa para elegir la composición de los Consejos Insulares, cuyos miembros anteriormente coincidían con los diputados de cada isla elegidos para el Parlamento de las Islas Baleares.

## Economía

Exportaciones de Baleares en 2020

El fenómeno del turismo ha modificado el tipo de economía de las islas. Más de un 70 % de la población (2001) se dedica al sector servicios.[cita requerida] La industria de la zona es básicamente la del textil, el cuero y el calzado. El turismo está muy desarrollado y es la principal fuente de ingresos. Palma de Mallorca, la capital de las Islas Baleares, y Mallorca son las zonas más visitadas y famosas por los turistas.

### Turismo
Las Islas Baleares constituyen la tercera comunidad autónoma española con mayor número de turistas extranjeros, detrás de Canarias, en segundo lugar y Cataluña, en primer lugar. Recibe más de 9,8 millones de turistas extranjeros anualmente. Según los datos aportados por AENA (Aeropuertos Españoles y Navegación Aérea) Mallorca es el principal destino turístico en las islas, con el 65 % del total. La sigue Ibiza, con un 37 % y luego Menorca y Formentera, con un 18,13 % y un 12,37 %, respectivamente. Los turistas que visitan las islas provienen principalmente de Europa, sobre todo de Alemania, Francia y Reino Unido.

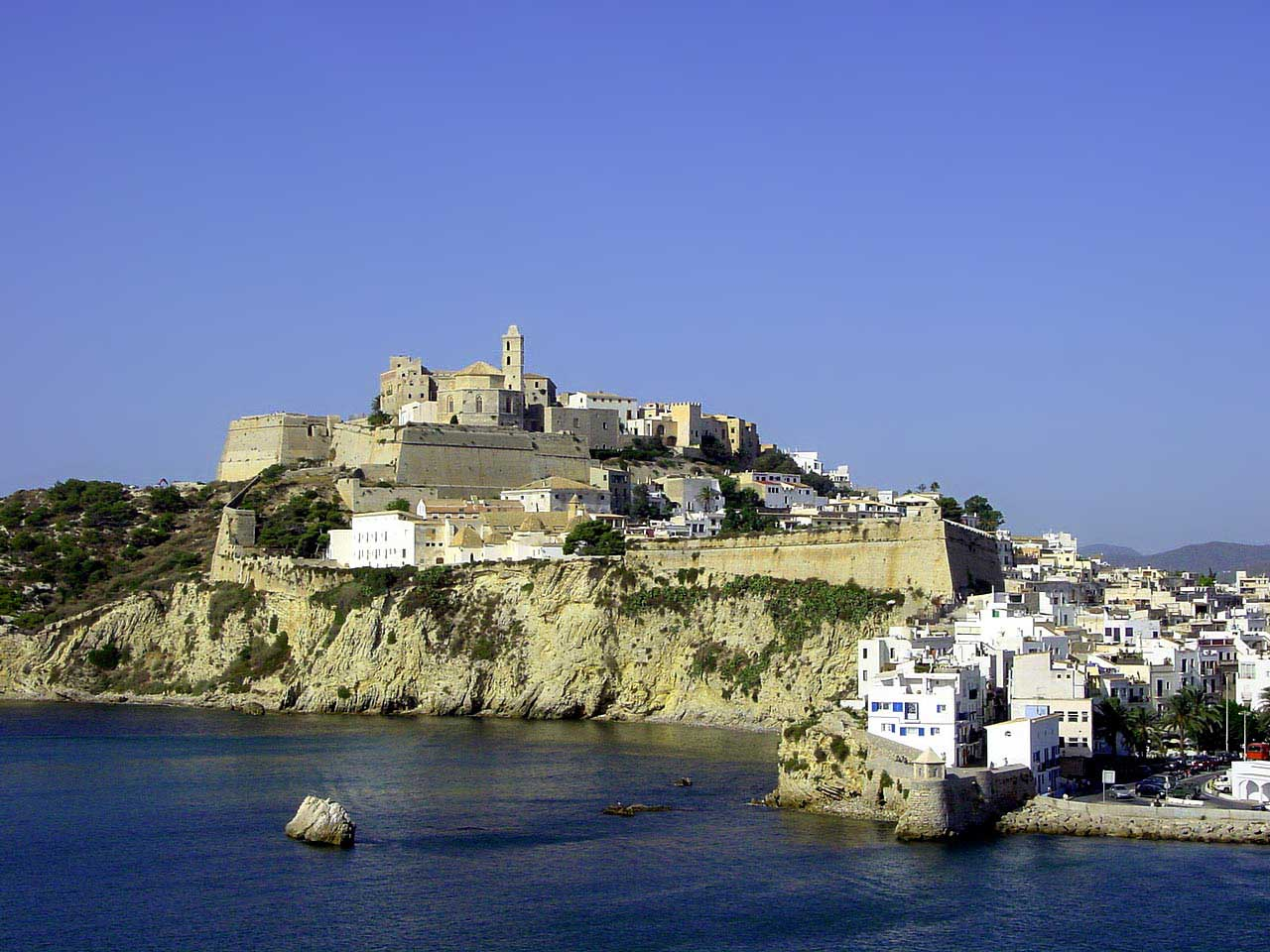
Ciudad antigua de Ibiza
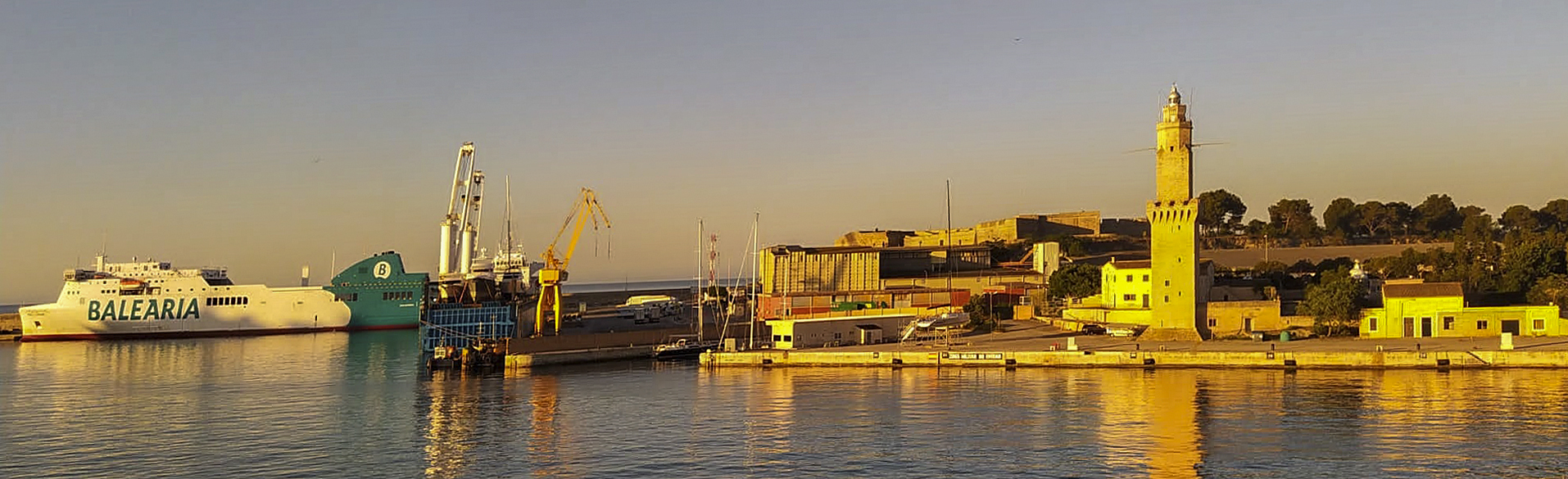
Balearia, en el Puerto de Palma
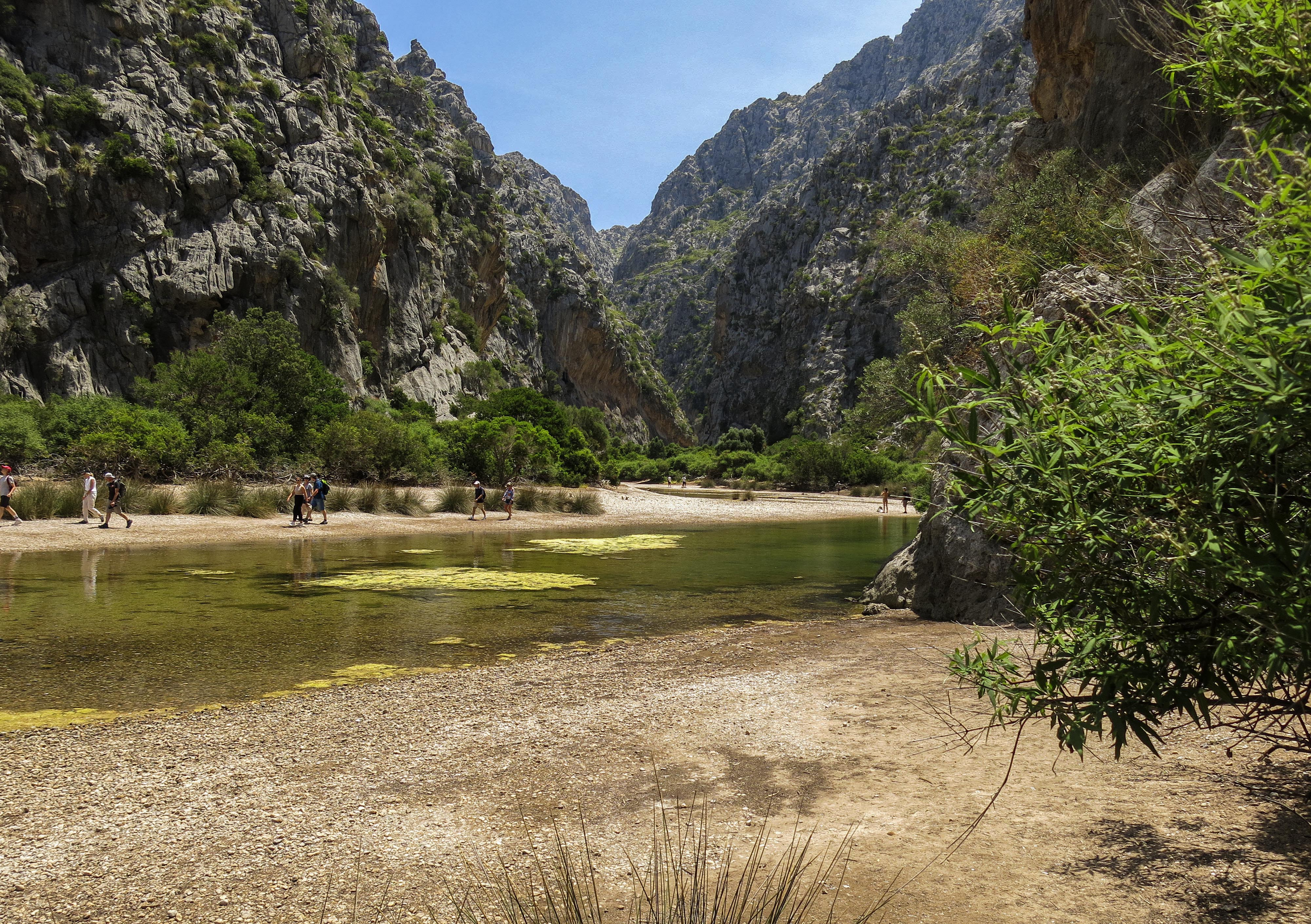
Torrente de Pareis (Escorca, Mallorca)

## Infraestructuras y servicios

### Educación
- Universidad de las Islas Baleares

### Energía
La generación de energía en las islas corre a cargo básicamente de las cinco centrales térmicas instaladas en Mallorca, Menorca e Ibiza:

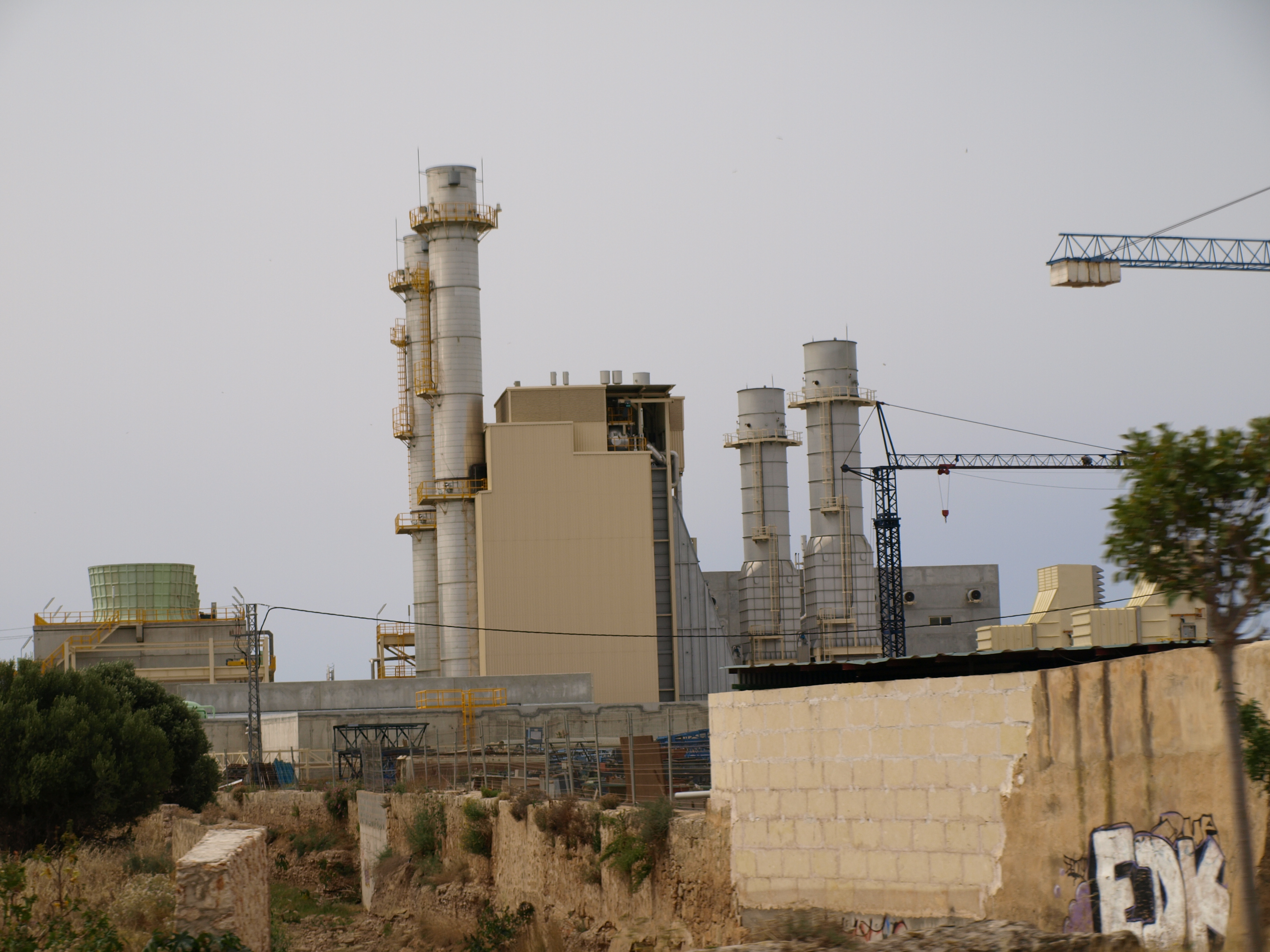
Central térmica de Cas Tresorer, en Palma de Mallorca

| Nombre                          | Localidad                    | Provincia | Propietario |
| ------------------------------- | ---------------------------- | --------- | ----------- |
| Central térmica de Alcudia      | Alcudia (Mallorca)           | Baleares  | GESA-Endesa |
| Central térmica de Cas Tresorer | Palma de Mallorca (Mallorca) | Baleares  | GESA-Endesa |
| Central térmica de Son Reus     | Palma de Mallorca (Mallorca) | Baleares  | GESA-Endesa |
| Central térmica de Mahón        | Mahón (Menorca)              | Baleares  | GESA-Endesa |
| Central térmica de Ibiza        | Ibiza (Ibiza)                | Baleares  | GESA-Endesa |

## Cultura

### Arte

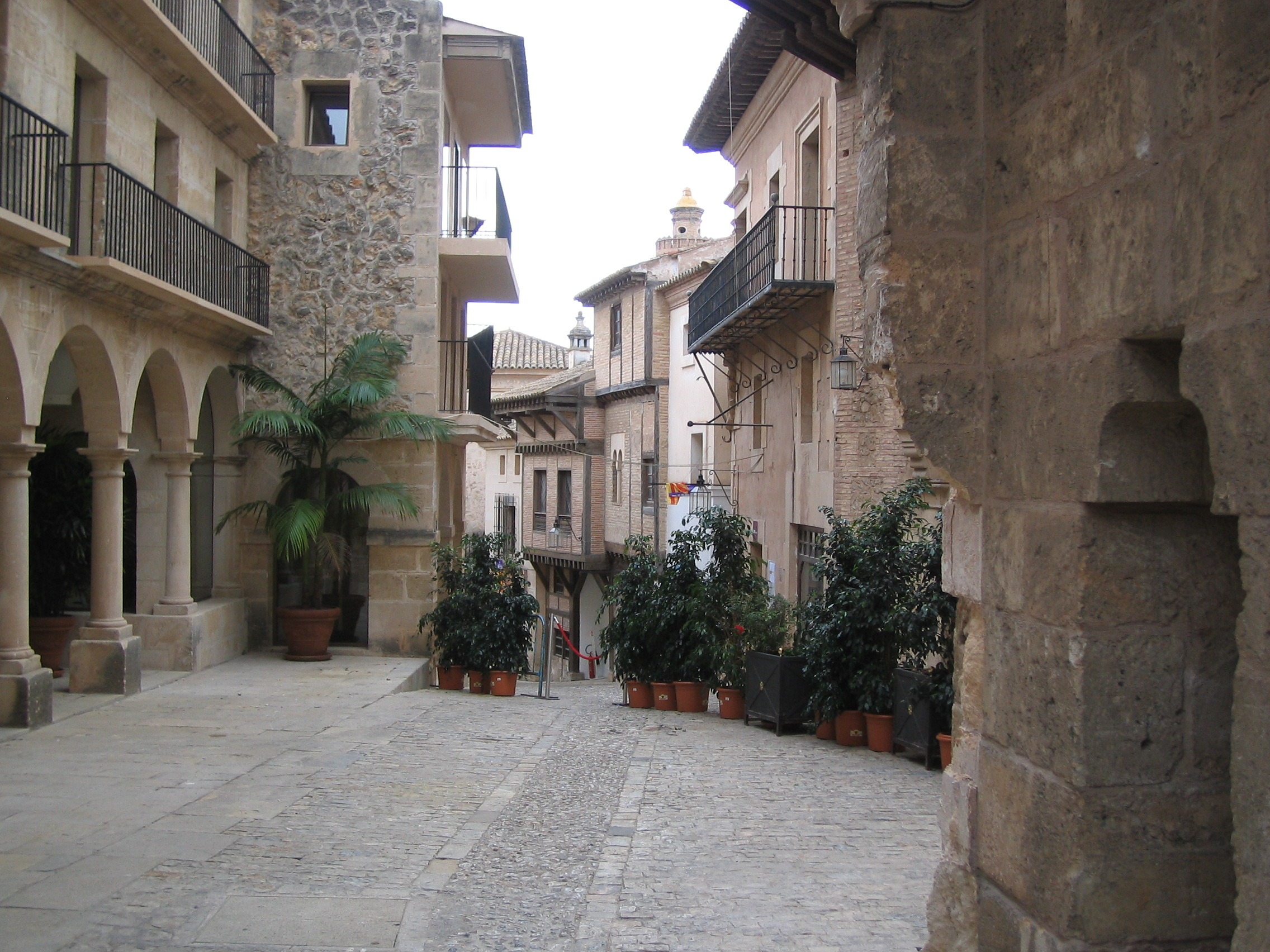
El Pueblo Español de Palma de Mallorca se encuentra en el barrio de Son Espanyolet

Como muestra del arte prehistórico, las islas conservan muchos restos de la denominada cultura megalítica balear entre los que destacan los talayot o talaiots, las navetas o navetes y las taulas o taules, todos ellos del periodo comprendido entre 1800 y 1500 a. C.
No son muchos los restos que quedan de la época musulmana. La catedral de Santa María de Palma de Mallorca, la Lonja y el castillo de Bellver (construcción circular que preside con su Torre del Homenaje la bahía de Palma) son claras muestras del arte gótico. Cabe destacar también, durante ese periodo iglesias como la de Santa Creu, Santa Eulalia, San Jaume, San Nicolás... Posteriormente iglesias como San Francisco, Montesión,... En Ciudadela y Palma de Mallorca existen algunos ejemplos de la arquitectura del siglo XVIII, periodo en el que destacó como pintor P. Calvo.

### Gastronomía

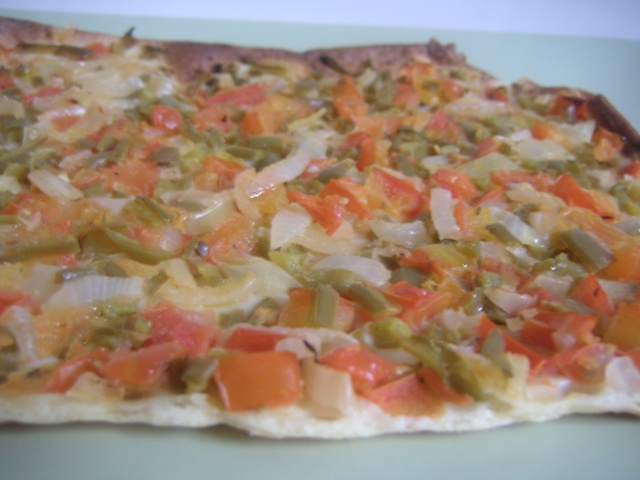
Coca de trempó

La gastronomía de Baleares posee muchos puntos de contacto con la cocina catalana y valenciana. Es de características puramente mediterráneas. Las islas han sido conquistadas varias veces durante su historia entre franceses e ingleses, lo que puede decirse que ha dejado ciertas influencias culinarias. Cabe mencionar que existen marcadas diferencias entre la cocina mallorquina y menorquina.
Entre los ingredientes más típicos se encuentran el cerdo y sus subproductos. Uno de los más típicos es la sobrasada (embutido con carne, tocino y abundante pimentón), que se consume de diversas formas: en Mallorca se hornea y se asa, y en Menorca se fríe (a veces se sirve con miel). Existen otros embutidos, como el camaiot, la butifarra (botifarró) y el xolís (de origen campesino).

### Deportes

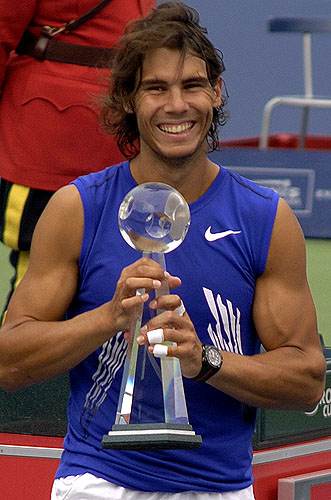
Rafael Nadal, uno de los mejores tenistas de la historia

A nivel futbolístico, destaca el Real Club Deportivo Mallorca, que juega en primera división. En divisiones inferiores está la Unión Deportiva Ibiza, la Sociedad Deportiva Formentera, el Club Deportivo Atlético Baleares o el Club Deportivo Menorca.